# Анри, Амандин
Амандин Шанталь Анри (фр. Amandine Chantal Henry; род. 28 сентября 1989, Лилль) — французская футболистка, полузащитница мексиканского футбольного клуба «Толука» и сборной Франции.

## Карьера

### Клубная
В молодости играла за любительские клубы «Ломм», «Ирис» (Ламберсар) и «Энан-Бомон». Обучалась в центре Клерфонтэн с 2005 по 2007 годы. С 2007 года по 2016 играла за «Олимпик» из Лиона. В марте 2016 подписала контракт с «Портленд Торнс».

### В сборной
В сборной до 19 лет была капитаном, с ней вышла в полуфинал чемпионата Европы 2007 года. В сборной дебютировала в 2009 году на чемпионате Европы. Расценивалась как подающая надежды футболистка, однако с 2010 года не призывалась в команду и тем самым не была взята на чемпионат мира 2011 года и на Олимпийские игры 2012 года. Возвращение состоялось только 1 июня 2013 года в матче против Финляндии. Участница чемпионата Европы 2013 года, чемпионата мира 2015.
На мировом первенстве 2019 года, который проходил в июне во Франции, Анри в матче открытия против сборной Южной Кореи забила гол на 85-й минуте и установила окончательный счёт 4:0. В матче 1/8 финала против сборной Бразилии, в дополнительное время на 107-й минуте забила гол и принесла победу своей сборной 2:1.

## Достижения
- Чемпионка Франции (13): 2008, 2009, 2010, 2011, 2012, 2013, 2014, 2015, 2016, 2018, 2019, 2020, 2022
- Победительница Кубка Франции (7): 2012, 2013, 2014, 2015, 2016, 2019, 2020
- Победительница Лиги чемпионов УЕФА (7): 2011, 2012, 2016, 2018, 2019, 2020, 2022